# TL431
TL431 — интегральная схема (ИС) трёхвыводного регулируемого параллельного стабилизатора напряжения с улучшенной температурной стабильностью. С внешним делителем TL431 способна стабилизировать напряжения от 2,5 до 36 В при токах до 100 мА. Типичное отклонение фактической величины опорного напряжения от паспортного значения измеряется единицами мВ, предельно допустимое отклонение составляет несколько десятков мВ. Микросхема хорошо подходит для управления мощными транзисторами; её применение в связке с низковольтными МДП-транзисторами позволяет создавать экономичные линейные стабилизаторы с особо низким падением напряжения. В схемотехнике импульсных преобразователей напряжения TL431 — фактический отраслевой стандарт усилителя ошибки стабилизаторов с оптронной развязкой входных и выходных цепей.
TL431 впервые появилась в каталогах Texas Instruments в 1977 году. В XXI веке TL431 и её функциональные аналоги выпускаются множеством производителей в различных вариантах (TL432, ATL431, KA431, LM431, TS431, 142ЕН19 и другие), различающихся топологиями кристаллов, точностными и частотными характеристиками, минимальными рабочими токами и областями безопасной работы.

## Устройство и принцип действия
TL431 — трёхвыводной пороговый элемент, построенный на биполярных транзисторах, — своего рода аналог идеального NPN транзистора с порогом переключения ≈2,5 В. «База», «коллектор» и «эмиттер» TL431 по воле разработчика именуются соответственно управляющим входом (R), "катодом" (C) и "анодом" (A). Управляющее напряжение Uref прикладывается к управляющему входу (+) и "аноду" (-), а выходным сигналом служит ток IKA в направлении от (+) "катода" («коллектор») к (-) "аноду" («эмиттер») .
Функционально, на уровне абстракции, TL431 содержит источник опорного напряжения ≈2,5 В и операционный усилитель, сравнивающий напряжение на управляющем входе Uref с опорным. Физически обе функции плотно, неразрывно интегрированы во входных каскадах TL431. Виртуальный опорный уровень ≈2,5 В не вырабатывается ни в одной точке схемы: действительным источником опорного напряжения служит бандгап Видлара на транзисторах Т3, Т4 и Т5, вырабатывающий напряжение ≈1,2 В и оптимизированный для работы в связке с эмиттерными повторителями Т1 и T6. Дифференциальный усилитель образуют два встречно включённых источника тока на транзисторах T8 и T9: положительная разница между токами коллекторов T8 и T9, ответвляющаяся в базу T10, управляет выходным каскадом. Выходной каскад TL431, непосредственно управляющий током нагрузки, — транзистор Дарлингтона npn-структуры с открытым коллектором, защищённый обратным диодом. Каких-либо средств защиты от перегрева или перегрузки по току не предусмотрено.
Если Uref не превышает порога переключения, то выходной каскад закрыт, а управляющие им каскады потребляют в покое ток типичной величиной 100…200 мкА. С приближением Uref к порогу переключения ток, потребляемый управляющими каскадами, достигает величины порядка 300…500 мкА, при этом выходной каскад остаётся закрытым. После превышения порога выходной каскад плавно открывается, IKA нарастает с крутизной примерно 30 мА/В. Когда Uref превысит порог примерно на 3 мВ, а IKA достигнет примерно 500…600 мкА, крутизна скачкообразно возрастает до примерно 1 А/В. С достижением номинальной крутизны, типичное значение которой составляет 1…1,4 А/В, схема выходит на режим стабилизации, в котором ведёт себя подобно классическому преобразователю дифференциального напряжения в ток. Рост тока прекращается тогда, когда управляющее напряжение стабилизируется действием петли отрицательной обратной связи, включённой между катодом и управляющим входом. Установившееся при этом значение Uref≈2,5 В и называется опорным (UREF). В менее распространённом релейном режиме (режиме компаратора) петля ООС отсутствует, а ток катода ограничен лишь характеристиками источника питания и нагрузки.
Стабилизаторы на TL431 проектируются таким образом, чтобы микросхема всегда работала в активном режиме с высокой крутизной; для этого IKA не должен опускаться ниже 1 мА. С точки зрения устойчивости петли управления может оказаться целесообразным увеличить минимальный ток ещё больше, до 5 мА, но на практике это противоречит требованиям к экономичности стабилизатора. Втекающий ток управляющего входа Iref во всех режимах примерно постоянен, его типичная величина составляет 2 мкА. Производитель рекомендует проектировать входную цепь TL431 таким образом, чтобы гарантировать Iref не менее 4 мкА; эксплуатация микросхемы с «висящим» управляющим входом не допускается. Обрыв или замыкание на землю любого из выводов, а также короткое замыкание любых двух выводов не способны разрушить TL431, но делают устройство в целом неработоспособным.

## Точностные характеристики
Паспортная величина опорного напряжения UREF=2,495 В определяется и тестируется заводом-изготовителем при токе катода 10 мА, замыкании управляющего входа на катод и температуре окружающей среды +25 °C. Порог переключения (точка В на передаточной характеристике) и порог перехода в режим высокой крутизны (точка С) не нормируются. Фактическое опорное напряжение, которое устанавливает конкретный экземпляр TL431 в конкретной схеме, может быть и больше, и меньше паспортного, в зависимости от четырёх факторов:
- Технологический разброс. Допустимый разброс UREF при нормальных условиях составляет для различных серий TL431 не более ±0,5 %, не более ±1 % или не более ±2 %[3];
- Температурный дрейф. Зависимость опорного напряжения бандгапа от температуры имеет форму плавного горба. Если характеристики конкретной микросхемы точно соответствуют конструкторскому расчёту, то вершина горба наблюдается при температуре около +25°С, а UREF при нормальных условиях точно равно 2,495 В; выше и ниже отметки +25°С UREF плавно снижается на несколько мВ. Для микросхем с заметным отклонением характеристик от расчётных горб сдвигается в области высоких или низких температур, а сама зависимость может принимать монотонно спадающий или монотонно возрастающий характер. Отклонение фактического UREF от паспортных 2,495 В во всех случаях не превышает нескольких десятков мВ[18][16];
- Влияние напряжения анод-катод (UKA). С ростом UKA опорное напряжение TL431, необходимое для поддержания фиксированного тока катода, снижается с типичной скоростью в 1,4 мВ/В (но не более 2,7 мВ/В)[17]. Величина, обратная этому показателю, — примерно 300…1000 (50…60 дБ) — есть верхний предел коэффициента усиления напряжения в области низких частот[19];
- Влияние тока катода. С ростом тока катода, при прочих равных условиях, UREF возрастает со скоростью примерно 0,5…1 мВ/мА, что соответствует крутизне преобразования в 1…2 А/В[10][9].

## Частотные характеристики
Амплитудно-частотная характеристика (АЧХ) TL431, скомпенсированная встроенной миллеровской ёмкостью выходного каскада, в первом приближении описывается уравнением фильтра нижних частот первого порядка; простейшая частотно-зависимая модель схемы состоит из идеального преобразователя напряжения в ток, выход которого зашунтирован ёмкостью в 70 нФ. При работе на типичную резистивную нагрузку сопротивлением 230 Ом спад АЧХ стандартной TL431 начинается на отметке 10 кГц, а расчётная частота единичного усиления, не зависящая от сопротивления нагрузки, составляет около 2 МГц. Из-за явлений второго порядка АЧХ в области высших частот спадает быстрее, чем предсказывает модель, поэтому реальная частота единичного усиления составляет всего 1 МГц; на практике это различие не имеет значения.
Скорости нарастания и спада IKA, UKA и время установления UREF не нормируются. По данным Texas Instruments, при включении питания UKA быстро возрастает до ≈2 В и, временно, примерно на 1 мкс, останавливается на этом уровне. Затем в течение примерно 0,5…1 мкс происходит заряд встроенной ёмкости, и на катоде устанавливается постоянное стабилизированное UKA.
Шунтирование анода и катода TL431 ёмкостью может приводить к самовозбуждению. При малых (не более 1 нФ) и при больших (свыше 10 мкФ) ёмкостях TL431 устойчива; в области 1 нФ…10 мкФ самовозбуждение вероятно. Ширина области неустойчивости зависит от сочетания IKA и UKA. Наихудшим с точки зрения устойчивости является сочетание малых токов и малых напряжений; напротив, при больших токах и напряжениях, когда рассеиваемая микросхемой мощность приближается к предельной величине, TL431 становится абсолютно устойчивой. Однако даже стабилизатор относительно высокого напряжения может самовозбуждаться при включении, когда напряжение на катоде ещё не поднялось до штатного уровня.
Публикуемые в технической документации графики граничных условий устойчивости являются, по признанию самой Texas Instruments, неоправданно оптимистичными. Они описывают «типичную» микросхему при нулевом запасе по фазе, тогда как на практике следует ориентироваться на запас по фазе не менее 30°. Для подавления самовозбуждения обычно достаточно включить между анодом TL431 и ёмкостью нагрузки «антизвонное» сопротивление в 1…1000 Ом; его минимальная величина определяется сочетанием ёмкости нагрузки, IKA и UKA.

## Применение

### Линейные стабилизаторы напряжения
В простейшей схеме параллельного стабилизатора напряжения управляющий вход TL431 замыкается на катод, что превращает микросхему в функциональный аналог стабилитрона с фиксированным опорным напряжением ≈2,5 В. Типичное внутреннее сопротивление такого «стабилитрона» на частотах до 100 кГц составляет примерно 0,2 Ом; в диапазоне частот 100 кГц…10 МГц оно монотонно возрастает до примерно 10 Ом. Для стабилизации бо́льших напряжений управляющий вход TL431 подключается к резистивному делителю R2R1, включённому между катодом и анодом. Стабилизируемое напряжение анод-катод и внутреннее сопротивление такого «стабилитрона» возрастают в {\displaystyle (1+R2/R1)} раз. Предельно допустимое напряжение стабилизации не должно превышать +36 В, предельно допустимое напряжение на катоде ограничено +37 В. Изначально именно это включение TL431 было основным: микросхема позиционировалась на рынке как экономичная альтернатива дорогим прецизионным стабилитронам.
Дополнение схемы параллельного стабилизатора эмиттерным повторителем, включённым в петлю обратной связи, превращает её в последовательный стабилизатор. Обычные или составные транзисторы npn-структуры, используемые в качестве проходных вентилей, работоспособны лишь при достаточно высоком падении напряжения между входом и выходом, что снижает коэффициент полезного действия стабилизатора. Проходные транзисторы pnp-структуры в режиме насыщения работоспособны при напряжениях коллектор-эмиттер до ≈0,25 В, но при этом требуют высоких управляющих токов, что вынуждает использовать составные транзисторы с минимальным падением напряжения 1 В и выше. Наименьшее падение напряжения достигается при использовании мощных МДП-транзисторов. Стабилизаторы с истоковыми повторителями схемотехнически просты, устойчивы, экономичны, но требуют дополнительного источника питания затворов МДП-транзисторов (ΔU на иллюстрации).

### Импульсные стабилизаторы напряжения
TL431, нагруженная на светодиод оптрона, — фактический отраслевой стандарт усилителя ошибки в бытовых импульсных преобразователях напряжения. Более того, выпускаются комбинированные микросхемы, представляющие собой транзисторный оптрон и кристалл, аналогичный TL431, в одном корпусе. Делитель напряжения R1R2, задающий напряжение на управляющем входе TL431, и катод светодиода подключаются к выходу преобразователя, а фототранзистор оптрона — к управляющему входу ШИМ-контроллера его первичной цепи. Для того, чтобы минимальный ток катода TL431 не опускался ниже 1 мА, светодиод оптрона шунтируют резистором R3 величиной порядка 1 кОм. Например, в типичном импульсном блоке питания ноутбука, по данным 2012 года, средний IKA равен 1,5 мА, из которых 0,5 мА протекают через светодиод, а 1 мА — через шунт.
Проектирование эффективных, но устойчивых цепей частотной компенсации таких стабилизаторов — непростая задача. В простейшей конфигурации компенсация возлагается на интегрирующую цепь C1R4. Помимо этой цепи, выходного сглаживающего фильтра преобразователя и самой микросхемы, в схеме неявно присутствует ещё одно частотнозависимое звено, с частотой среза порядка 10 кГц — выходная ёмкость фототранзистора в связке с сопротивлением его коллекторной нагрузки. При этом через микросхему одновременно замыкаются две петли обратной связи: основная, медленная петля замыкается через делитель на управляющий вход TL431; побочная, быстрая (англ. fast lane) замыкается через светодиод на катод TL431. Быструю петлю можно разорвать, например, зафиксировав напряжение на катоде светодиода стабилитроном или подключив катод светодиода к отдельному фильтру.

### Компараторы напряжения
Простейшая схема компаратора на TL431 требует единственного резистора, ограничивающего предельный ток катода на рекомендованном уровне 5 мА. Меньшие значения возможны, но нежелательны из-за затягивания времени переключения из открытого (логический ноль) в закрытое (логическая единица) состояние. Время переключения из закрытого в открытое состояние зависит от величины превышения Uref над порогом переключения: чем больше превышение, тем быстрее срабатывает компаратор. Оптимальная скорость переключения достигается при десятипроцентном превышении, при этом выходное сопротивление источника сигнала не должно превышать 10 кОм. В полностью открытом состоянии UKA опускается до 2 В, что согласуется с уровнями ТТЛ и КМОП при напряжениях питания 5 В и выше. Для согласования TL431 с низковольтной КМОП-логикой необходимо использовать внешний делитель напряжения или заменить TL431 на микросхему-аналог с меньшим порогом переключения, например TLV431.
Компараторы и логические инверторы на TL431 легко стыкуются между собой по принципам релейной логики. Например, в приведённой схеме монитора напряжения выходной каскад открывается, а выходной сигнал принимает значение логического нуля тогда, и только тогда, когда входное напряжение UBX укладывается в интервал

{\displaystyle U_{REF}(1+R3/R4)<U_{BX}<U_{REF}(1+R1/R2)}.
Схема работоспособна, если условие {\displaystyle R1/R2>R3/R4} выполняется с достаточным запасом.

### Недокументированные режимы
В радиолюбительской прессе неоднократно публиковались конструкции усилителей напряжения низкой частоты на TL431 — как правило, неудачные. Стремясь подавить нелинейность микросхемы, конструкторы увеличивали глубину обратной связи и тем самым снижали коэффициент усиления до нецелесообразно низких значений. Стабилизация режима работы усилителей на TL431 также оказалась непростой задачей.
Склонность TL431 к самовозбуждению можно использовать для построения генератора, управляемого напряжением на частоты от нескольких кГц до 1,5 МГц. Частотный диапазон такого генератора и характер зависимости частоты от управляющего напряжения сильно зависят от используемой серии TL431: одноимённые микросхемы разных производителей в этом недокументированном режиме не взаимозаменяемы. Пара TL431 может быть использована и в схеме астабильного мультивибратора на частоты от долей Гц до примерно 50 кГц. В этой схеме TL431 также работают в недокументированном режиме: токи заряда времязадающих ёмкостей протекают через диоды, защищающие управляющие входы (T2 на принципиальной схеме).

## Нестандартные варианты и функциональные аналоги
Микросхемы различных производителей, выпускаемые под именем TL431 или под близкими к нему именами (KA431, TS431 и т. п.), могут существенно отличаться от оригинальной TL431 производства Texas Instruments. Иногда различия вскрываются лишь опытным путём, при испытаниях ИС в недокументированных режимах; иногда они явно декларируются в документации производителей. Так, TL431 производства Vishay отличается аномально высоким, порядка 75 дБ, коэффициентом усиления напряжения на низких частотах. Спад коэффициента усиления этой ИС начинается на отметке 100 Гц. В диапазоне частот свыше 10 кГц частотная характеристика TL431 Vishay приближается к стандарту; частота единичного усиления, около 1 МГц, совпадает со стандартной. Микросхема ШИМ-контроллера SG6105 содержит два независимых стабилизатора, заявленные как точные аналоги TL431, но их предельно допустимые IKA и UKA составляют лишь 16 В и 30 мА; точностные характеристики этих стабилизаторов заводом-изготовителем не тестируются.
Микросхема TL430 — исторический функциональный аналог TL431 с опорным напряжением 2,75 В и предельно допустимым током катода 150 мА, выпускавшийся Texas Instruments только в корпусе для монтажа в отверстия. Встроенный бандгап TL430, в отличие от одновременно выпущенной TL431, не был скомпенсирован по температуре и был менее точен; в выходном каскаде TL430 не было защитного диода. Выпускаемая в XXI веке микросхема TL432 представляет собой обычные кристаллы TL431, упакованные в корпуса для поверхностного монтажа с нестандартной цоколёвкой.
В 2015 году Texas Instruments анонсировала выпуск ATL431 — функционального аналога TL431, оптимизированного для работы в экономичных импульсных стабилизаторах. Рекомендованный минимальный ток катода ATL431 составляет всего 35 мкА против 1 мА у стандартной TL431 при тех же предельных значениях тока катода (100 мА) и напряжения анод-катод (36 В). Частота единичного усиления сдвинута вниз, до 250 кГц, чтобы подавить усиление высокочастотных помех. Совершенно иной вид имеют и графики граничных условий устойчивости: при малых токах и напряжении анод-катод 15 В схема абсолютно устойчива при любых значениях ёмкости нагрузки — при условии использования высококачественных малоиндуктивных конденсаторов. Минимальное рекомендованное сопротивление «антизвонного» резистора — 250 Ом против 1 Ом у стандартной TL431.
Помимо микросхем семейства TL431, по состоянию на 2015 год широко применялись всего лишь две интегральные схемы параллельных стабилизаторов, имеющие принципиально иную схемотехнику, опорные уровни и предельные эксплуатационные характеристики:
- Биполярная ИС LMV431 производства Texas Instruments имеет опорное напряжение 1,24 В и способна стабилизировать напряжения до 30 В при токе катода от 80 мкА до 30 мА[59][60];
- Низковольтная КМОП-микросхема NCP100 производства On Semiconductor имеет опорное напряжение 0,7 В и способна стабилизировать напряжения до 6 В при токе катода от 100 мкА до 20 мА[61][62].

Схемотехника устройств на LMV431 и NCP100 аналогична схемотехнике устройств на TL431.
Микросхема AP4313  в 6-выводном корпусе SOT23, кроме аналога TL431 с опорным напряжением 1.21В, содержит также усилитель сигнала внешнего токового шунта, включенного в цепь общего провода, с пониженным опорным напряжением (200мВ). Выходы ОУ тока и напряжения объединены внутри микросхемы и управляют одним внешним регулирующим элементом или оптопарой. Сравнительно низкое опорное напряжение ОУ тока уменьшает необходимое падение напряжения на шунте и рассеиваемую на нём мощность. Микросхема удобна для применения вместо TL431 в зарядных устройствах CC/CV и других схемах со стабилизацией и напряжения, и максимального отдаваемого тока. Требует подключения к шине питания (+2.5...18В, 0.6мА), максимальный ток выхода 25-50мА в зависимости от напряжения питания.